# Интелектуализация
Интелектуализацията е отдалечаване на емоциите и психичните конфликти чрез изразяването им под формата на абстрактни съждения. Този защитен механизъм се използва предимно от юношите, които разискват за свободната любов, политиката, религията, брака и по този начин се опитват да овладеят нагоните си.
Интелектуализацията е един от оригиналните защитни механизми на Фройд. Той вярва, че спомените имат и съзнателни и несъзнателни аспекти и интелектуализацията позволява съзнателен анализ на събитие по начин, който не предизвиква тревожност.